# Trade Air
Trade Air — хорватська пасажирська та вантажна чартерна авіакомпанія, головний офіс якої знаходиться у Загребі та базується в аеропорту Загреба. Компанія зареєстрована як авіакомпанія, основною діяльністю якої є пасажирські чартерні та вантажні перевезення, що виконуються як на чартерних рейсах, так і на спеціальних рейсах. Trade Air також спеціалізується на перевезенні небезпечних вантажів.
Trade Air була створена у квітні 1994 року та розпочала свою діяльність 22 травня 1995 року. Це приватна компанія, яка повністю належить Михайлу Цвіжину.

## Напрямки
Напрямки що обслуговує авіакомпанія на червень 2018:

## Флот

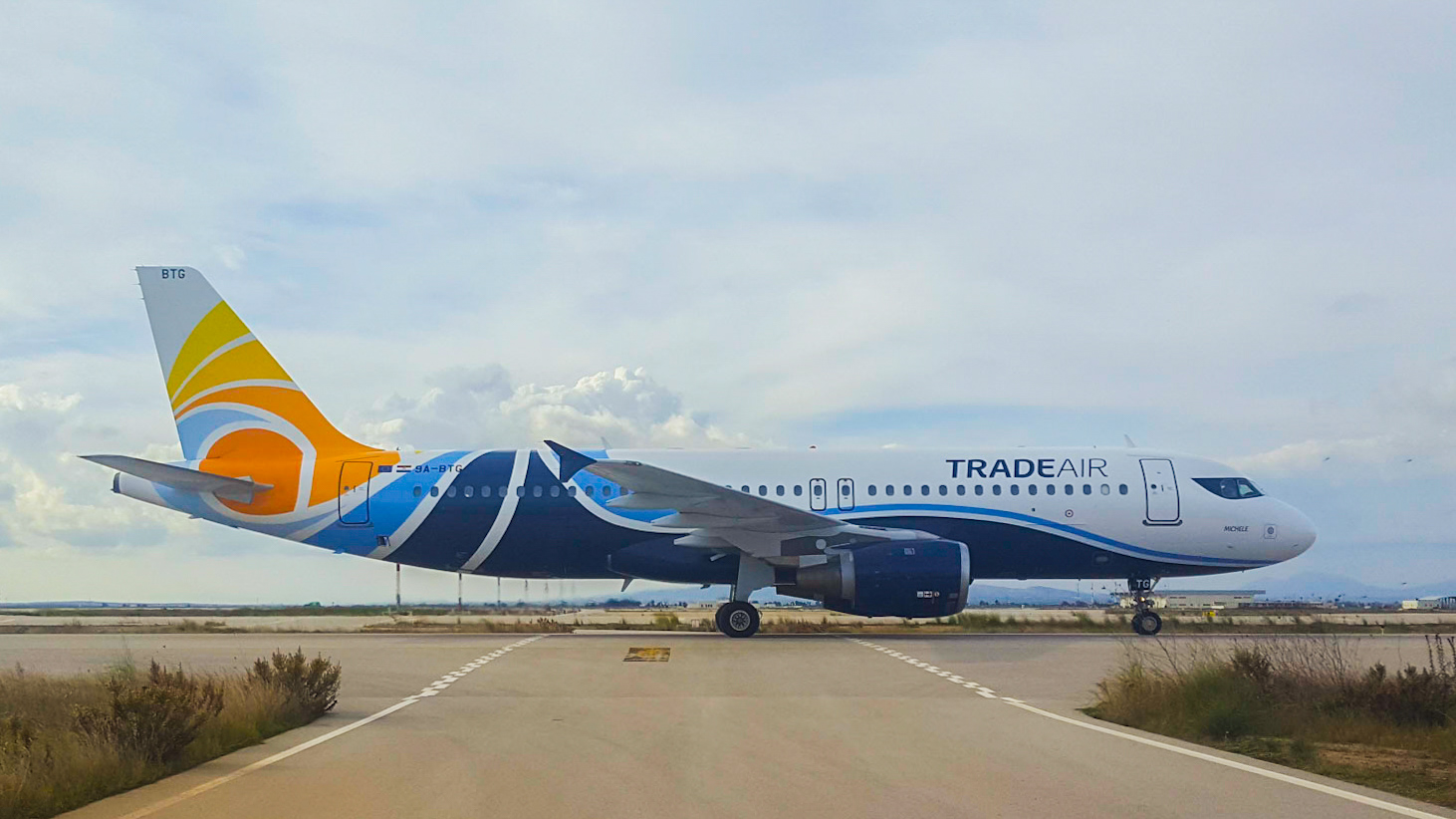
Trade Air Airbus A320-200

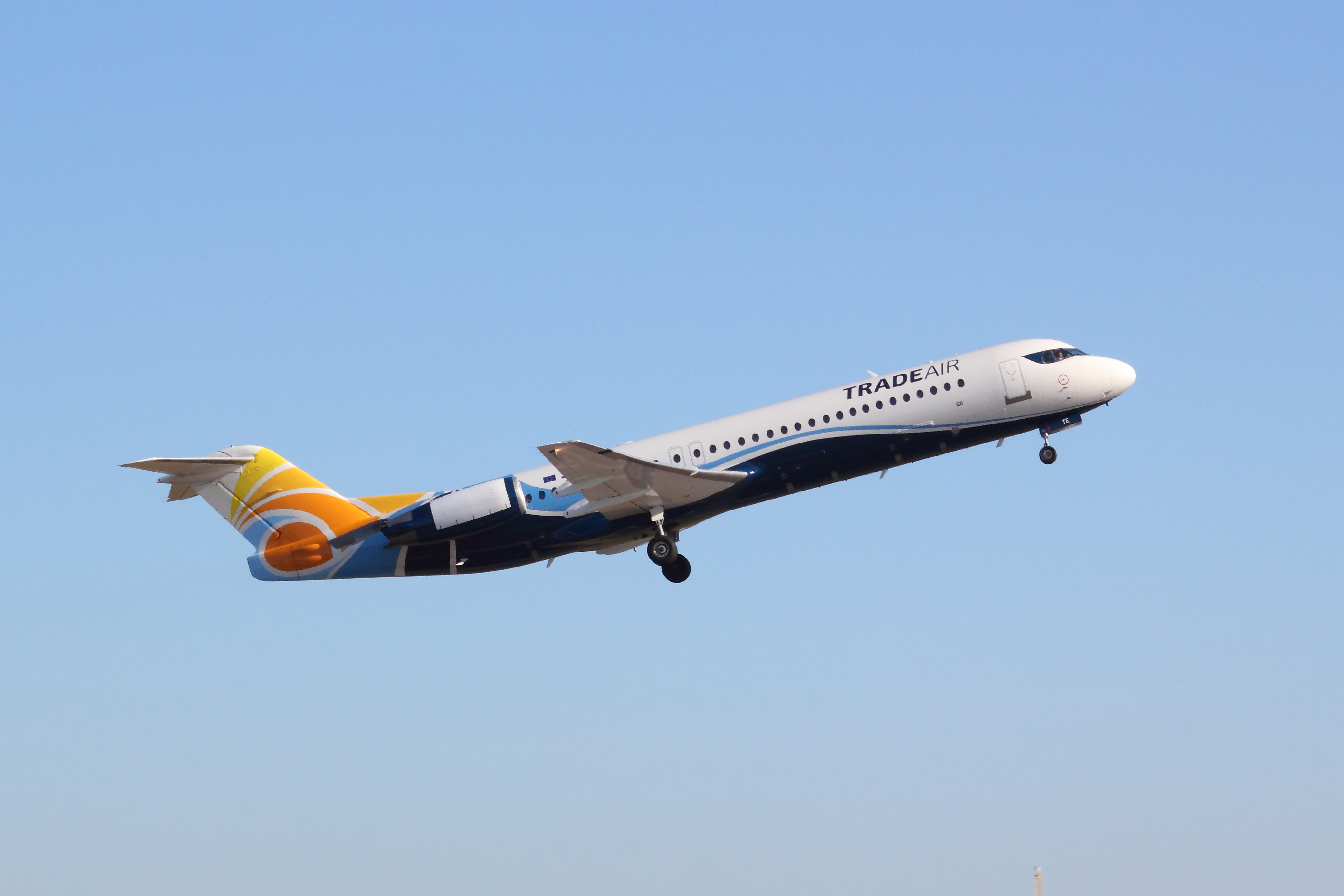
Trade Air Fokker 100

Флот на вересень 2020: